# Кубок мира по спортивному ориентированию на лыжах
Кубок мира по ориентированию на лыжах представляет собой серию соревнований по 
спортивному ориентированию на лыжах,
организуемых Международной федерацией спортивного ориентирования.
Первый розыгрыш Кубка мира состоялся в 1989 году, а затем каждые два года вплоть до 1999 года,
а затем в 2000, 2001, 2003, 2006, 2007-08, 2009-10, 2011-12 и 2013-14.

## Общие результаты

### Мужчины
| Год     | Чемпион            | Серебряный призёр | Бронзовый призёр  | Примечания |
| ------- | ------------------ | ----------------- | ----------------- | ---------- |
| 1989    | Видар Беньяминсен  | Стиг Маттсон      | Ансси Юутилайнен  |            |
| 1991    | Ансси Юутилайнен   | Бо Энгдаль        | Видар Беньяминсен |            |
| 1993    | Видар Беньяминсен  | Ларс Листад       | Харальд Сверия    |            |
| 1995    | Веса Макипаа       | Райно Песу        | Видар Беньяминсен |            |
| 1997    | Веса Макипаа       | Пекка Варис       | Бертиль Нордквист |            |
| 1999    | Райно Песу         | Бьёрн Ланс        | Бертиль Нордквист |            |
| 2000    | Эдуард Хренников   | Андрей Груздев    | Юкка Ланки        |            |
| 2001    | Матти Кексинаркаус | Юкка Ланки        | Эдуард Хренников  |            |
| 2003    | Эдуард Хренников   | Бертиль Нордквист | Арто Лиля         |            |
| 2006    | Эдуард Хренников   | Томас Лёнгрен     | Стаффан Тунис     |            |
| 2007/08 | Эрик Рост          | Петер Арнессон    | Андрей Ламов      |            |
| 2009/10 | Эдуард Хренников   | Стаффан Тунис     | Андрей Григорьев  |            |
| 2011/12 | Стаффан Тунис      | Петер Арнессон    | Андрей Григорьев  |            |

|                   |  |                  |  |                    |  |               |
| Видар Беньяминсен |  | Эдуард Хренников |  | Матти Кескинаркаус |  | Стаффан Тунис |

### Женщины
| Год     | Чемпион                     | Серебряный призёр   | Бронзовый призёр            | Примечания |
| ------- | --------------------------- | ------------------- | --------------------------- | ---------- |
| 1989    | Вирпи Юутилайнен            | Рагнхильд Братберг  | Анн-Шарлотт Карлссон        |            |
| 1991    | Арья Ханнус                 | Анника Целль        | Вирпи Юутилайнен            |            |
| 1993    | Арья Нуолиоя                | Риитта Карьялайнен  | Хильде Ермуннсхёуг Педерсен |            |
| 1995    | Арья Нуолиоя                | Лена Хассельстрём   | Хильде Ермуннсхёуг Педерсен |            |
| 1997    | Хильде Ермуннсхёуг Педерсен | Лииза Анттила       | Терри Хольстер              |            |
| 1999    | Арья Ханнус                 | Лена Хассельстрём   | Анника Целль                |            |
| 2000    | Лена Хассельстрём           | Анника Целль        | Арья Ханнус                 |            |
| 2001    | Лена Хассельстрём           | Татьяна Власова     | Стине Хьермстад Киркевик    |            |
| 2003    | Наталья Томилова            | Татьяна Власова     | Стина Гренхольм             |            |
| 2006    | Стине Хьермстад Киркевик    | Татьяна Власова     | Марие Лёнд                  |            |
| 2007/08 | Татьяна Власова             | Лииза Аттила        | Ольга Шевченко              |            |
| 2009/10 | Наталья Томилова            | Марта Реенаас       | Ольга Новикова              |            |
| 2011/12 | Жозефина Энгстрём           | Тове Александерссон | Полина Мальчикова           |            |

|                  |  |                 |  |                   |
| Наталья Томилова |  | Татьяна Власова |  | Жозефина Энгстрём |